# 松浦晋
松浦 晋（まつうら すすむ、1902年10月20日 - 1968年4月29日）は、日本の文部官僚、実業家、パシフィック・リーグ元会長。愛媛県出身。

## 来歴・人物
1924年に上智大学を卒業し、文部省に入省した。社会教育官、教学官、内閣情報局情報局を歴任した。1950年に永田雅一社長の強い意向により、大映に転職し、取締役、監査役を務めた。1955年に大映スターズ球団代表に就任し、1960年に東京オリオンズ代表に就任した。
1965年にパシフィック・リーグ会長に就任した。
しかし、会長在職中に交通事故に合い、1968年4月29日、東京都の病院で65歳で死去した。